# Alexander Glebov
Alexander „Alek“ Glebov (russisch Александр "Алек" Глебов; * 15. Juli 1983 in Maribor, SR Slowenien, Jugoslawien) ist ein ehemaliger für Russland startender slowenischer Skirennläufer. Er fuhr die schnellen Disziplinen Abfahrt und Super-G.

## Sportliche Karriere
Alek Glebov nahm 2001 und 2002 an den Juniorenweltmeisterschaften teil ohne herausragende Ergebnisse zu erreichen. Am 27. November 2004 bestritt er in Lake Louise seine erste Weltcup-Abfahrt. Glebov schaffte in seiner Karriere bisher erst einmal den Sprung in die Weltcup-Punkteränge, als er 2007 den Super-G von Gröden auf dem 25. Platz beendete. 2006 wurde Glebov slowenischer Meister im Super-G.
Bis zum Sommer 2009 startete Alexander Glebov für den slowenischen Verband. Danach entschied er sich für einen Nationenwechsel, am 11. Januar 2012 bestritt er sein erstes Skirennen als Russe. 2012 und 2013 wurde Glebov russischer Meister sowohl in Abfahrt als auch Super-G. 2013 nahm er auch erstmals an Weltmeisterschaften teil. In Schladming wurde er 28. in der Abfahrt, im Super-G schied er aus.

## Erfolge

### Olympische Spiele
- Sotschi 2014: 23. Abfahrt

### Weltmeisterschaften
- Schladming 2013: 28. Abfahrt
- Vail/Beaver Creek 2015: DNF Super-G

### Weltcup
- 3 Platzierungen unter den besten 30

### Weltcupwertungen
| 2007/08 | 135.                                  | 6                                     | 46.                                   | 6                                     |                                       |                                       |                                       |                                       |                                       |                                       |                                       |                                       |                                       |                                       |
| 2008/09 | Keine Platzierung in den Punkterängen | Keine Platzierung in den Punkterängen | Keine Platzierung in den Punkterängen | Keine Platzierung in den Punkterängen | Keine Platzierung in den Punkterängen | Keine Platzierung in den Punkterängen | Keine Platzierung in den Punkterängen | Keine Platzierung in den Punkterängen | Keine Platzierung in den Punkterängen | Keine Platzierung in den Punkterängen | Keine Platzierung in den Punkterängen | Keine Platzierung in den Punkterängen | Keine Platzierung in den Punkterängen | Keine Platzierung in den Punkterängen |
| 2009/10 | Verletzungsbedingt keine Ergebnisse   | Verletzungsbedingt keine Ergebnisse   | Verletzungsbedingt keine Ergebnisse   | Verletzungsbedingt keine Ergebnisse   | Verletzungsbedingt keine Ergebnisse   | Verletzungsbedingt keine Ergebnisse   | Verletzungsbedingt keine Ergebnisse   | Verletzungsbedingt keine Ergebnisse   | Verletzungsbedingt keine Ergebnisse   | Verletzungsbedingt keine Ergebnisse   | Verletzungsbedingt keine Ergebnisse   | Verletzungsbedingt keine Ergebnisse   | Verletzungsbedingt keine Ergebnisse   | Verletzungsbedingt keine Ergebnisse   |
| 2010/11 | Verletzungsbedingt keine Ergebnisse   | Verletzungsbedingt keine Ergebnisse   | Verletzungsbedingt keine Ergebnisse   | Verletzungsbedingt keine Ergebnisse   | Verletzungsbedingt keine Ergebnisse   | Verletzungsbedingt keine Ergebnisse   | Verletzungsbedingt keine Ergebnisse   | Verletzungsbedingt keine Ergebnisse   | Verletzungsbedingt keine Ergebnisse   | Verletzungsbedingt keine Ergebnisse   | Verletzungsbedingt keine Ergebnisse   | Verletzungsbedingt keine Ergebnisse   | Verletzungsbedingt keine Ergebnisse   | Verletzungsbedingt keine Ergebnisse   |
| 2011/12 | Keine Platzierung in den Punkterängen | Keine Platzierung in den Punkterängen | Keine Platzierung in den Punkterängen | Keine Platzierung in den Punkterängen | Keine Platzierung in den Punkterängen | Keine Platzierung in den Punkterängen | Keine Platzierung in den Punkterängen | Keine Platzierung in den Punkterängen | Keine Platzierung in den Punkterängen | Keine Platzierung in den Punkterängen | Keine Platzierung in den Punkterängen | Keine Platzierung in den Punkterängen | Keine Platzierung in den Punkterängen | Keine Platzierung in den Punkterängen |
| 2012/13 | Keine Platzierung in den Punkterängen | Keine Platzierung in den Punkterängen | Keine Platzierung in den Punkterängen | Keine Platzierung in den Punkterängen | Keine Platzierung in den Punkterängen | Keine Platzierung in den Punkterängen | Keine Platzierung in den Punkterängen | Keine Platzierung in den Punkterängen | Keine Platzierung in den Punkterängen | Keine Platzierung in den Punkterängen | Keine Platzierung in den Punkterängen | Keine Platzierung in den Punkterängen | Keine Platzierung in den Punkterängen | Keine Platzierung in den Punkterängen |
| 2013/14 | 150.                                  | 1                                     | 54.                                   | 1                                     |                                       |                                       |                                       |                                       |                                       |                                       |                                       |                                       |                                       |                                       |
| 2014/15 | 145.                                  | 5                                     | 54.                                   | 5                                     |                                       |                                       |                                       |                                       |                                       |                                       |                                       |                                       |                                       |                                       |

### Nationale Meisterschaften
- ein Mal slowenischer Meister (Super-G)
- vier Mal russischer Meister (2 × Abfahrt, 2 × Super-G)

### Weitere Erfolge
- ein Podestplatz im Europacup
- zwei Podestplätze im Nor-Am Cup, davon ein Sieg